# Albert Vodovnik
Albert Vodovnik, slovenski politik, * 25. november 1946.
Med letoma 1992 in 2002 je bil član Državnega sveta Republike Slovenije.